# Simon Pierre Tchoungui
 (mars 2017).
Si vous disposez d'ouvrages ou d'articles de référence ou si vous connaissez des sites web de qualité traitant du thème abordé ici, merci de compléter l'article en donnant les références utiles à sa vérifiabilité et en les liant à la section « Notes et références ».
Simon Pierre Tchoungui (né le 28 octobre 1916 et mort le 23 juillet 1997) est un médecin et un homme d'État camerounais, plusieurs fois ministre et notamment Premier ministre de 1965 à 1972.

## Biographie
Fils de Nna Jean et de Mengue Marie, Simon Pierre Tchoungui est né le 28 octobre 1916 à Nkolmending (Ngoumou) dans le département de la Méfou-et-Akono.
Ses études primaires se déroulent à l’école de la mission catholique d’Akono de 1928 à 1931. En 1931, il entre à l’École régionale de Yaoundé, puis à l’École supérieure de Yaoundé dès 1932, d’où il sort major en 1935.
Il poursuit ensuite sa formation médicale à l’École des aides de santé d’Ayos d’où il sort en 1938, avant de commencer sa carrière médicale .
Affecté d’abord au dispensaire de Maladies Sociales à Yaoundé, il sera nommé Chef de poste médical de Mbalmayo en 1939, puis affecté à l’hôpital de Bafia en 1940.
En février 1942, il est engagé comme volontaire dans les forces françaises libres et participe à la campagne de France jusqu’à l’Armistice.
En 1946, il effectue un stage à l’École de médecine de Dakar. À la suite de ce stage, il occupera des postes de responsabilités importants : chef de poste médical à Bafoussam (1946-1947), puis adjoint au Chef des services chirurgicaux à l’hôpital mixte de Yaoundé. De 1950 à 1956, il entreprend les études de médecine à la Faculté de Paris.
De retour au Cameroun en septembre 1956, il sera tour à tour directeur de cabinet du ministre de la Fonction publique (1958-1959), puis chargé des Relations internationales au ministère de la Santé publique et de la population (1959-1960). Nommé ensuite médecin-chef de l’hôpital central de Yaoundé en mars 1960, il devient directeur de la Santé publique du Cameroun début 1961.
Le 20 juin 1961, il est nommé ministre de la Santé publique et de la Population. Du 1er juillet 1964 au 25 mai 1965, il occupe le portefeuille de ministre de l’Économie nationale ; puis du 25 mai 1965 au 20 novembre 1965, il est ministre chargé de mission à la présidence de la République .
Du 20 novembre 1965 jusqu’au 2 juillet 1972, il assume les fonctions de Premier ministre, chef du gouvernement du Cameroun oriental .
Ce grand commis de l’État fut par ailleurs premier président de la Croix–Rouge camerounaise (dès 1960), président de la Fondation médicale Ad Lucem, président de l’Union fraternelle des anciens Combattants, vice–président national de l’UNC (dès 1966), et vice–président du comité central du RDPC (1985-1996).
Il est marié à Henriette Bikie Antoinette Noah, ils ont de nombreux enfants.
Il est mort le 23 juillet 1997  à l’hôpital général de Yaoundé et inhumé le 2 août 1997 à Ngoumou.

## Dates clés
- 1939 : major de l'école supérieure de Yaoundé
- 1943 : engagé volontaire des Forces françaises libres, participe à la campagne de France
- 1956 : Docteur de la faculté de médecine de Paris
- 1959 : chargé des Relations internationales au ministère de la santé publique
- 20 octobre 1961 - 30 juin 1964 : ministre de la santé publique
- 1er juillet 1964 - 24 mai 1965 : ministre de l'économie nationale
- 25 mai 1965 - 19 novembre 1965 : ministre de la santé publique
- 20 novembre 1965 - 2 juin 1972 : Premier ministre
- 1997 : décès de Simon Pierre Tchoungui

En juin 1972, le pays met fin au système fédéral et le poste de Premier ministre restera vacant jusqu'en 1975.